# Macizo de Tijuca
El Macizo de Tijuca o Macizo de Pedra Branca son dos picos erguidos durante la era cenozoica, de forma paralela a las cadenas montañosas de la Serra do Mar y de la Mantiqueira. Los macizos costeros son remanentes de una antigua cadena meridional del Gráben de Guanabara, antes insertada en el Planalto Atlántico que fue intensamente erosionada.